# Julius Skutnabb
Julius Ferninand Skutnabb (12. června 1889 Helsinky – 26. února 1965 Helsinky) byl finský rychlobruslař
Prvního Mistrovství světa se zúčastnil v roce 1914 (10. místo), v době první světové války a krátce po ní startoval téměř výhradně pouze na finských šampionátech. Na prvním obnoveném světovém mistrovství v roce 1922 skončil pátý. První medaili, bronzovou, získal na světovém šampionátu o dva roky později. Startoval na Zimních olympijských hrách 1924, kde vyhrál závod na 10 000 m, skončil druhý na poloviční distanci, čtvrtý na patnáctistovce a desátý na sprinterské trati 500 m. V olympijském víceboji získal bronzovou medaili. V roce 1926 vybojoval na evropském šampionátu zlato. Poslední závod absolvoval na zimní olympiádě 1928, na trati 5000 m si dobruslil pro stříbrnou medaili.